# 795 Fini
A 795 Fini (ideiglenes jelöléssel 1914 VE) a Naprendszer kisbolygóövében található aszteroida. Johann Palisa fedezte fel 1914. szeptember 26-án.